# Матч за звание чемпиона мира по шахматам 1909
Матч на первенство мира по шахматам между Эмануилом Ласкером и Давидом Яновским проходил с 19 октября по 9 ноября 1909 года в Париже.
Матч проводился на средства французского мецената М. Нардуса. Игрался на большинство из 10 партий. Многими историками шахмат этот матч не включается в число матчей за звание чемпиона мира. Выдвигаются следующие аргументы:
- не были опубликованы условия матча;
- матч не был прекращён после того, как Ласкер набрал необходимые для победы 5½ очков.

В частности, в книге «Короли шахматного мира» Линдеры, ссылаясь на современные Ласкеру и Яновскому газеты, указывают, что данный матч не является матчем на первенство мира.
Ласкер одержал убедительную победу — 8:2 (+7 −1 =2).

## Таблица матча
| № | Участники       | 1 | 2 | 3 | 4 | 5 | 6 | 7 | 8 | 9 | 10 | Очки |
| - | --------------- | - | - | - | - | - | - | - | - | - | -- | ---- |
| 1 | Ласкер, Эмануил | ½ | 1 | 1 | 1 | 1 | 0 | 1 | ½ | 1 | 1  | 8    |
| 2 | Яновский, Давид | ½ | 0 | 0 | 0 | 0 | 1 | 0 | ½ | 0 | 0  | 2    |

## Примечательные партии

### Яновский — Ласкер
|   | a | b | c | d | e | f | g | h |   |
| - | --- | --- | --- | --- | --- | --- | --- | --- | - |
| 8 | f8 чёрная ладья · h8 чёрный король · a7 чёрная пешка · c7 чёрная пешка · e7 чёрная ладья · h7 чёрная пешка · b6 чёрная пешка · d6 чёрная пешка · f6 чёрная пешка · g6 чёрная пешка · h6 чёрный ферзь · h5 чёрный конь · c4 белая пешка · d4 белая пешка · e4 белая пешка · f4 чёрная пешка · g4 белая ладья · d3 белый слон · f3 белая пешка · h3 белая пешка · a2 белая пешка · c2 белая пешка · d2 белый ферзь · f2 белая пешка · h2 белый король · g1 белая ладья | f8 чёрная ладья · h8 чёрный король · a7 чёрная пешка · c7 чёрная пешка · e7 чёрная ладья · h7 чёрная пешка · b6 чёрная пешка · d6 чёрная пешка · f6 чёрная пешка · g6 чёрная пешка · h6 чёрный ферзь · h5 чёрный конь · c4 белая пешка · d4 белая пешка · e4 белая пешка · f4 чёрная пешка · g4 белая ладья · d3 белый слон · f3 белая пешка · h3 белая пешка · a2 белая пешка · c2 белая пешка · d2 белый ферзь · f2 белая пешка · h2 белый король · g1 белая ладья | f8 чёрная ладья · h8 чёрный король · a7 чёрная пешка · c7 чёрная пешка · e7 чёрная ладья · h7 чёрная пешка · b6 чёрная пешка · d6 чёрная пешка · f6 чёрная пешка · g6 чёрная пешка · h6 чёрный ферзь · h5 чёрный конь · c4 белая пешка · d4 белая пешка · e4 белая пешка · f4 чёрная пешка · g4 белая ладья · d3 белый слон · f3 белая пешка · h3 белая пешка · a2 белая пешка · c2 белая пешка · d2 белый ферзь · f2 белая пешка · h2 белый король · g1 белая ладья | f8 чёрная ладья · h8 чёрный король · a7 чёрная пешка · c7 чёрная пешка · e7 чёрная ладья · h7 чёрная пешка · b6 чёрная пешка · d6 чёрная пешка · f6 чёрная пешка · g6 чёрная пешка · h6 чёрный ферзь · h5 чёрный конь · c4 белая пешка · d4 белая пешка · e4 белая пешка · f4 чёрная пешка · g4 белая ладья · d3 белый слон · f3 белая пешка · h3 белая пешка · a2 белая пешка · c2 белая пешка · d2 белый ферзь · f2 белая пешка · h2 белый король · g1 белая ладья | f8 чёрная ладья · h8 чёрный король · a7 чёрная пешка · c7 чёрная пешка · e7 чёрная ладья · h7 чёрная пешка · b6 чёрная пешка · d6 чёрная пешка · f6 чёрная пешка · g6 чёрная пешка · h6 чёрный ферзь · h5 чёрный конь · c4 белая пешка · d4 белая пешка · e4 белая пешка · f4 чёрная пешка · g4 белая ладья · d3 белый слон · f3 белая пешка · h3 белая пешка · a2 белая пешка · c2 белая пешка · d2 белый ферзь · f2 белая пешка · h2 белый король · g1 белая ладья | f8 чёрная ладья · h8 чёрный король · a7 чёрная пешка · c7 чёрная пешка · e7 чёрная ладья · h7 чёрная пешка · b6 чёрная пешка · d6 чёрная пешка · f6 чёрная пешка · g6 чёрная пешка · h6 чёрный ферзь · h5 чёрный конь · c4 белая пешка · d4 белая пешка · e4 белая пешка · f4 чёрная пешка · g4 белая ладья · d3 белый слон · f3 белая пешка · h3 белая пешка · a2 белая пешка · c2 белая пешка · d2 белый ферзь · f2 белая пешка · h2 белый король · g1 белая ладья | f8 чёрная ладья · h8 чёрный король · a7 чёрная пешка · c7 чёрная пешка · e7 чёрная ладья · h7 чёрная пешка · b6 чёрная пешка · d6 чёрная пешка · f6 чёрная пешка · g6 чёрная пешка · h6 чёрный ферзь · h5 чёрный конь · c4 белая пешка · d4 белая пешка · e4 белая пешка · f4 чёрная пешка · g4 белая ладья · d3 белый слон · f3 белая пешка · h3 белая пешка · a2 белая пешка · c2 белая пешка · d2 белый ферзь · f2 белая пешка · h2 белый король · g1 белая ладья | f8 чёрная ладья · h8 чёрный король · a7 чёрная пешка · c7 чёрная пешка · e7 чёрная ладья · h7 чёрная пешка · b6 чёрная пешка · d6 чёрная пешка · f6 чёрная пешка · g6 чёрная пешка · h6 чёрный ферзь · h5 чёрный конь · c4 белая пешка · d4 белая пешка · e4 белая пешка · f4 чёрная пешка · g4 белая ладья · d3 белый слон · f3 белая пешка · h3 белая пешка · a2 белая пешка · c2 белая пешка · d2 белый ферзь · f2 белая пешка · h2 белый король · g1 белая ладья | 8 |
| 7 | f8 чёрная ладья · h8 чёрный король · a7 чёрная пешка · c7 чёрная пешка · e7 чёрная ладья · h7 чёрная пешка · b6 чёрная пешка · d6 чёрная пешка · f6 чёрная пешка · g6 чёрная пешка · h6 чёрный ферзь · h5 чёрный конь · c4 белая пешка · d4 белая пешка · e4 белая пешка · f4 чёрная пешка · g4 белая ладья · d3 белый слон · f3 белая пешка · h3 белая пешка · a2 белая пешка · c2 белая пешка · d2 белый ферзь · f2 белая пешка · h2 белый король · g1 белая ладья | f8 чёрная ладья · h8 чёрный король · a7 чёрная пешка · c7 чёрная пешка · e7 чёрная ладья · h7 чёрная пешка · b6 чёрная пешка · d6 чёрная пешка · f6 чёрная пешка · g6 чёрная пешка · h6 чёрный ферзь · h5 чёрный конь · c4 белая пешка · d4 белая пешка · e4 белая пешка · f4 чёрная пешка · g4 белая ладья · d3 белый слон · f3 белая пешка · h3 белая пешка · a2 белая пешка · c2 белая пешка · d2 белый ферзь · f2 белая пешка · h2 белый король · g1 белая ладья | f8 чёрная ладья · h8 чёрный король · a7 чёрная пешка · c7 чёрная пешка · e7 чёрная ладья · h7 чёрная пешка · b6 чёрная пешка · d6 чёрная пешка · f6 чёрная пешка · g6 чёрная пешка · h6 чёрный ферзь · h5 чёрный конь · c4 белая пешка · d4 белая пешка · e4 белая пешка · f4 чёрная пешка · g4 белая ладья · d3 белый слон · f3 белая пешка · h3 белая пешка · a2 белая пешка · c2 белая пешка · d2 белый ферзь · f2 белая пешка · h2 белый король · g1 белая ладья | f8 чёрная ладья · h8 чёрный король · a7 чёрная пешка · c7 чёрная пешка · e7 чёрная ладья · h7 чёрная пешка · b6 чёрная пешка · d6 чёрная пешка · f6 чёрная пешка · g6 чёрная пешка · h6 чёрный ферзь · h5 чёрный конь · c4 белая пешка · d4 белая пешка · e4 белая пешка · f4 чёрная пешка · g4 белая ладья · d3 белый слон · f3 белая пешка · h3 белая пешка · a2 белая пешка · c2 белая пешка · d2 белый ферзь · f2 белая пешка · h2 белый король · g1 белая ладья | f8 чёрная ладья · h8 чёрный король · a7 чёрная пешка · c7 чёрная пешка · e7 чёрная ладья · h7 чёрная пешка · b6 чёрная пешка · d6 чёрная пешка · f6 чёрная пешка · g6 чёрная пешка · h6 чёрный ферзь · h5 чёрный конь · c4 белая пешка · d4 белая пешка · e4 белая пешка · f4 чёрная пешка · g4 белая ладья · d3 белый слон · f3 белая пешка · h3 белая пешка · a2 белая пешка · c2 белая пешка · d2 белый ферзь · f2 белая пешка · h2 белый король · g1 белая ладья | f8 чёрная ладья · h8 чёрный король · a7 чёрная пешка · c7 чёрная пешка · e7 чёрная ладья · h7 чёрная пешка · b6 чёрная пешка · d6 чёрная пешка · f6 чёрная пешка · g6 чёрная пешка · h6 чёрный ферзь · h5 чёрный конь · c4 белая пешка · d4 белая пешка · e4 белая пешка · f4 чёрная пешка · g4 белая ладья · d3 белый слон · f3 белая пешка · h3 белая пешка · a2 белая пешка · c2 белая пешка · d2 белый ферзь · f2 белая пешка · h2 белый король · g1 белая ладья | f8 чёрная ладья · h8 чёрный король · a7 чёрная пешка · c7 чёрная пешка · e7 чёрная ладья · h7 чёрная пешка · b6 чёрная пешка · d6 чёрная пешка · f6 чёрная пешка · g6 чёрная пешка · h6 чёрный ферзь · h5 чёрный конь · c4 белая пешка · d4 белая пешка · e4 белая пешка · f4 чёрная пешка · g4 белая ладья · d3 белый слон · f3 белая пешка · h3 белая пешка · a2 белая пешка · c2 белая пешка · d2 белый ферзь · f2 белая пешка · h2 белый король · g1 белая ладья | f8 чёрная ладья · h8 чёрный король · a7 чёрная пешка · c7 чёрная пешка · e7 чёрная ладья · h7 чёрная пешка · b6 чёрная пешка · d6 чёрная пешка · f6 чёрная пешка · g6 чёрная пешка · h6 чёрный ферзь · h5 чёрный конь · c4 белая пешка · d4 белая пешка · e4 белая пешка · f4 чёрная пешка · g4 белая ладья · d3 белый слон · f3 белая пешка · h3 белая пешка · a2 белая пешка · c2 белая пешка · d2 белый ферзь · f2 белая пешка · h2 белый король · g1 белая ладья | 7 |
| 6 | f8 чёрная ладья · h8 чёрный король · a7 чёрная пешка · c7 чёрная пешка · e7 чёрная ладья · h7 чёрная пешка · b6 чёрная пешка · d6 чёрная пешка · f6 чёрная пешка · g6 чёрная пешка · h6 чёрный ферзь · h5 чёрный конь · c4 белая пешка · d4 белая пешка · e4 белая пешка · f4 чёрная пешка · g4 белая ладья · d3 белый слон · f3 белая пешка · h3 белая пешка · a2 белая пешка · c2 белая пешка · d2 белый ферзь · f2 белая пешка · h2 белый король · g1 белая ладья | f8 чёрная ладья · h8 чёрный король · a7 чёрная пешка · c7 чёрная пешка · e7 чёрная ладья · h7 чёрная пешка · b6 чёрная пешка · d6 чёрная пешка · f6 чёрная пешка · g6 чёрная пешка · h6 чёрный ферзь · h5 чёрный конь · c4 белая пешка · d4 белая пешка · e4 белая пешка · f4 чёрная пешка · g4 белая ладья · d3 белый слон · f3 белая пешка · h3 белая пешка · a2 белая пешка · c2 белая пешка · d2 белый ферзь · f2 белая пешка · h2 белый король · g1 белая ладья | f8 чёрная ладья · h8 чёрный король · a7 чёрная пешка · c7 чёрная пешка · e7 чёрная ладья · h7 чёрная пешка · b6 чёрная пешка · d6 чёрная пешка · f6 чёрная пешка · g6 чёрная пешка · h6 чёрный ферзь · h5 чёрный конь · c4 белая пешка · d4 белая пешка · e4 белая пешка · f4 чёрная пешка · g4 белая ладья · d3 белый слон · f3 белая пешка · h3 белая пешка · a2 белая пешка · c2 белая пешка · d2 белый ферзь · f2 белая пешка · h2 белый король · g1 белая ладья | f8 чёрная ладья · h8 чёрный король · a7 чёрная пешка · c7 чёрная пешка · e7 чёрная ладья · h7 чёрная пешка · b6 чёрная пешка · d6 чёрная пешка · f6 чёрная пешка · g6 чёрная пешка · h6 чёрный ферзь · h5 чёрный конь · c4 белая пешка · d4 белая пешка · e4 белая пешка · f4 чёрная пешка · g4 белая ладья · d3 белый слон · f3 белая пешка · h3 белая пешка · a2 белая пешка · c2 белая пешка · d2 белый ферзь · f2 белая пешка · h2 белый король · g1 белая ладья | f8 чёрная ладья · h8 чёрный король · a7 чёрная пешка · c7 чёрная пешка · e7 чёрная ладья · h7 чёрная пешка · b6 чёрная пешка · d6 чёрная пешка · f6 чёрная пешка · g6 чёрная пешка · h6 чёрный ферзь · h5 чёрный конь · c4 белая пешка · d4 белая пешка · e4 белая пешка · f4 чёрная пешка · g4 белая ладья · d3 белый слон · f3 белая пешка · h3 белая пешка · a2 белая пешка · c2 белая пешка · d2 белый ферзь · f2 белая пешка · h2 белый король · g1 белая ладья | f8 чёрная ладья · h8 чёрный король · a7 чёрная пешка · c7 чёрная пешка · e7 чёрная ладья · h7 чёрная пешка · b6 чёрная пешка · d6 чёрная пешка · f6 чёрная пешка · g6 чёрная пешка · h6 чёрный ферзь · h5 чёрный конь · c4 белая пешка · d4 белая пешка · e4 белая пешка · f4 чёрная пешка · g4 белая ладья · d3 белый слон · f3 белая пешка · h3 белая пешка · a2 белая пешка · c2 белая пешка · d2 белый ферзь · f2 белая пешка · h2 белый король · g1 белая ладья | f8 чёрная ладья · h8 чёрный король · a7 чёрная пешка · c7 чёрная пешка · e7 чёрная ладья · h7 чёрная пешка · b6 чёрная пешка · d6 чёрная пешка · f6 чёрная пешка · g6 чёрная пешка · h6 чёрный ферзь · h5 чёрный конь · c4 белая пешка · d4 белая пешка · e4 белая пешка · f4 чёрная пешка · g4 белая ладья · d3 белый слон · f3 белая пешка · h3 белая пешка · a2 белая пешка · c2 белая пешка · d2 белый ферзь · f2 белая пешка · h2 белый король · g1 белая ладья | f8 чёрная ладья · h8 чёрный король · a7 чёрная пешка · c7 чёрная пешка · e7 чёрная ладья · h7 чёрная пешка · b6 чёрная пешка · d6 чёрная пешка · f6 чёрная пешка · g6 чёрная пешка · h6 чёрный ферзь · h5 чёрный конь · c4 белая пешка · d4 белая пешка · e4 белая пешка · f4 чёрная пешка · g4 белая ладья · d3 белый слон · f3 белая пешка · h3 белая пешка · a2 белая пешка · c2 белая пешка · d2 белый ферзь · f2 белая пешка · h2 белый король · g1 белая ладья | 6 |
| 5 | f8 чёрная ладья · h8 чёрный король · a7 чёрная пешка · c7 чёрная пешка · e7 чёрная ладья · h7 чёрная пешка · b6 чёрная пешка · d6 чёрная пешка · f6 чёрная пешка · g6 чёрная пешка · h6 чёрный ферзь · h5 чёрный конь · c4 белая пешка · d4 белая пешка · e4 белая пешка · f4 чёрная пешка · g4 белая ладья · d3 белый слон · f3 белая пешка · h3 белая пешка · a2 белая пешка · c2 белая пешка · d2 белый ферзь · f2 белая пешка · h2 белый король · g1 белая ладья | f8 чёрная ладья · h8 чёрный король · a7 чёрная пешка · c7 чёрная пешка · e7 чёрная ладья · h7 чёрная пешка · b6 чёрная пешка · d6 чёрная пешка · f6 чёрная пешка · g6 чёрная пешка · h6 чёрный ферзь · h5 чёрный конь · c4 белая пешка · d4 белая пешка · e4 белая пешка · f4 чёрная пешка · g4 белая ладья · d3 белый слон · f3 белая пешка · h3 белая пешка · a2 белая пешка · c2 белая пешка · d2 белый ферзь · f2 белая пешка · h2 белый король · g1 белая ладья | f8 чёрная ладья · h8 чёрный король · a7 чёрная пешка · c7 чёрная пешка · e7 чёрная ладья · h7 чёрная пешка · b6 чёрная пешка · d6 чёрная пешка · f6 чёрная пешка · g6 чёрная пешка · h6 чёрный ферзь · h5 чёрный конь · c4 белая пешка · d4 белая пешка · e4 белая пешка · f4 чёрная пешка · g4 белая ладья · d3 белый слон · f3 белая пешка · h3 белая пешка · a2 белая пешка · c2 белая пешка · d2 белый ферзь · f2 белая пешка · h2 белый король · g1 белая ладья | f8 чёрная ладья · h8 чёрный король · a7 чёрная пешка · c7 чёрная пешка · e7 чёрная ладья · h7 чёрная пешка · b6 чёрная пешка · d6 чёрная пешка · f6 чёрная пешка · g6 чёрная пешка · h6 чёрный ферзь · h5 чёрный конь · c4 белая пешка · d4 белая пешка · e4 белая пешка · f4 чёрная пешка · g4 белая ладья · d3 белый слон · f3 белая пешка · h3 белая пешка · a2 белая пешка · c2 белая пешка · d2 белый ферзь · f2 белая пешка · h2 белый король · g1 белая ладья | f8 чёрная ладья · h8 чёрный король · a7 чёрная пешка · c7 чёрная пешка · e7 чёрная ладья · h7 чёрная пешка · b6 чёрная пешка · d6 чёрная пешка · f6 чёрная пешка · g6 чёрная пешка · h6 чёрный ферзь · h5 чёрный конь · c4 белая пешка · d4 белая пешка · e4 белая пешка · f4 чёрная пешка · g4 белая ладья · d3 белый слон · f3 белая пешка · h3 белая пешка · a2 белая пешка · c2 белая пешка · d2 белый ферзь · f2 белая пешка · h2 белый король · g1 белая ладья | f8 чёрная ладья · h8 чёрный король · a7 чёрная пешка · c7 чёрная пешка · e7 чёрная ладья · h7 чёрная пешка · b6 чёрная пешка · d6 чёрная пешка · f6 чёрная пешка · g6 чёрная пешка · h6 чёрный ферзь · h5 чёрный конь · c4 белая пешка · d4 белая пешка · e4 белая пешка · f4 чёрная пешка · g4 белая ладья · d3 белый слон · f3 белая пешка · h3 белая пешка · a2 белая пешка · c2 белая пешка · d2 белый ферзь · f2 белая пешка · h2 белый король · g1 белая ладья | f8 чёрная ладья · h8 чёрный король · a7 чёрная пешка · c7 чёрная пешка · e7 чёрная ладья · h7 чёрная пешка · b6 чёрная пешка · d6 чёрная пешка · f6 чёрная пешка · g6 чёрная пешка · h6 чёрный ферзь · h5 чёрный конь · c4 белая пешка · d4 белая пешка · e4 белая пешка · f4 чёрная пешка · g4 белая ладья · d3 белый слон · f3 белая пешка · h3 белая пешка · a2 белая пешка · c2 белая пешка · d2 белый ферзь · f2 белая пешка · h2 белый король · g1 белая ладья | f8 чёрная ладья · h8 чёрный король · a7 чёрная пешка · c7 чёрная пешка · e7 чёрная ладья · h7 чёрная пешка · b6 чёрная пешка · d6 чёрная пешка · f6 чёрная пешка · g6 чёрная пешка · h6 чёрный ферзь · h5 чёрный конь · c4 белая пешка · d4 белая пешка · e4 белая пешка · f4 чёрная пешка · g4 белая ладья · d3 белый слон · f3 белая пешка · h3 белая пешка · a2 белая пешка · c2 белая пешка · d2 белый ферзь · f2 белая пешка · h2 белый король · g1 белая ладья | 5 |
| 4 | f8 чёрная ладья · h8 чёрный король · a7 чёрная пешка · c7 чёрная пешка · e7 чёрная ладья · h7 чёрная пешка · b6 чёрная пешка · d6 чёрная пешка · f6 чёрная пешка · g6 чёрная пешка · h6 чёрный ферзь · h5 чёрный конь · c4 белая пешка · d4 белая пешка · e4 белая пешка · f4 чёрная пешка · g4 белая ладья · d3 белый слон · f3 белая пешка · h3 белая пешка · a2 белая пешка · c2 белая пешка · d2 белый ферзь · f2 белая пешка · h2 белый король · g1 белая ладья | f8 чёрная ладья · h8 чёрный король · a7 чёрная пешка · c7 чёрная пешка · e7 чёрная ладья · h7 чёрная пешка · b6 чёрная пешка · d6 чёрная пешка · f6 чёрная пешка · g6 чёрная пешка · h6 чёрный ферзь · h5 чёрный конь · c4 белая пешка · d4 белая пешка · e4 белая пешка · f4 чёрная пешка · g4 белая ладья · d3 белый слон · f3 белая пешка · h3 белая пешка · a2 белая пешка · c2 белая пешка · d2 белый ферзь · f2 белая пешка · h2 белый король · g1 белая ладья | f8 чёрная ладья · h8 чёрный король · a7 чёрная пешка · c7 чёрная пешка · e7 чёрная ладья · h7 чёрная пешка · b6 чёрная пешка · d6 чёрная пешка · f6 чёрная пешка · g6 чёрная пешка · h6 чёрный ферзь · h5 чёрный конь · c4 белая пешка · d4 белая пешка · e4 белая пешка · f4 чёрная пешка · g4 белая ладья · d3 белый слон · f3 белая пешка · h3 белая пешка · a2 белая пешка · c2 белая пешка · d2 белый ферзь · f2 белая пешка · h2 белый король · g1 белая ладья | f8 чёрная ладья · h8 чёрный король · a7 чёрная пешка · c7 чёрная пешка · e7 чёрная ладья · h7 чёрная пешка · b6 чёрная пешка · d6 чёрная пешка · f6 чёрная пешка · g6 чёрная пешка · h6 чёрный ферзь · h5 чёрный конь · c4 белая пешка · d4 белая пешка · e4 белая пешка · f4 чёрная пешка · g4 белая ладья · d3 белый слон · f3 белая пешка · h3 белая пешка · a2 белая пешка · c2 белая пешка · d2 белый ферзь · f2 белая пешка · h2 белый король · g1 белая ладья | f8 чёрная ладья · h8 чёрный король · a7 чёрная пешка · c7 чёрная пешка · e7 чёрная ладья · h7 чёрная пешка · b6 чёрная пешка · d6 чёрная пешка · f6 чёрная пешка · g6 чёрная пешка · h6 чёрный ферзь · h5 чёрный конь · c4 белая пешка · d4 белая пешка · e4 белая пешка · f4 чёрная пешка · g4 белая ладья · d3 белый слон · f3 белая пешка · h3 белая пешка · a2 белая пешка · c2 белая пешка · d2 белый ферзь · f2 белая пешка · h2 белый король · g1 белая ладья | f8 чёрная ладья · h8 чёрный король · a7 чёрная пешка · c7 чёрная пешка · e7 чёрная ладья · h7 чёрная пешка · b6 чёрная пешка · d6 чёрная пешка · f6 чёрная пешка · g6 чёрная пешка · h6 чёрный ферзь · h5 чёрный конь · c4 белая пешка · d4 белая пешка · e4 белая пешка · f4 чёрная пешка · g4 белая ладья · d3 белый слон · f3 белая пешка · h3 белая пешка · a2 белая пешка · c2 белая пешка · d2 белый ферзь · f2 белая пешка · h2 белый король · g1 белая ладья | f8 чёрная ладья · h8 чёрный король · a7 чёрная пешка · c7 чёрная пешка · e7 чёрная ладья · h7 чёрная пешка · b6 чёрная пешка · d6 чёрная пешка · f6 чёрная пешка · g6 чёрная пешка · h6 чёрный ферзь · h5 чёрный конь · c4 белая пешка · d4 белая пешка · e4 белая пешка · f4 чёрная пешка · g4 белая ладья · d3 белый слон · f3 белая пешка · h3 белая пешка · a2 белая пешка · c2 белая пешка · d2 белый ферзь · f2 белая пешка · h2 белый король · g1 белая ладья | f8 чёрная ладья · h8 чёрный король · a7 чёрная пешка · c7 чёрная пешка · e7 чёрная ладья · h7 чёрная пешка · b6 чёрная пешка · d6 чёрная пешка · f6 чёрная пешка · g6 чёрная пешка · h6 чёрный ферзь · h5 чёрный конь · c4 белая пешка · d4 белая пешка · e4 белая пешка · f4 чёрная пешка · g4 белая ладья · d3 белый слон · f3 белая пешка · h3 белая пешка · a2 белая пешка · c2 белая пешка · d2 белый ферзь · f2 белая пешка · h2 белый король · g1 белая ладья | 4 |
| 3 | f8 чёрная ладья · h8 чёрный король · a7 чёрная пешка · c7 чёрная пешка · e7 чёрная ладья · h7 чёрная пешка · b6 чёрная пешка · d6 чёрная пешка · f6 чёрная пешка · g6 чёрная пешка · h6 чёрный ферзь · h5 чёрный конь · c4 белая пешка · d4 белая пешка · e4 белая пешка · f4 чёрная пешка · g4 белая ладья · d3 белый слон · f3 белая пешка · h3 белая пешка · a2 белая пешка · c2 белая пешка · d2 белый ферзь · f2 белая пешка · h2 белый король · g1 белая ладья | f8 чёрная ладья · h8 чёрный король · a7 чёрная пешка · c7 чёрная пешка · e7 чёрная ладья · h7 чёрная пешка · b6 чёрная пешка · d6 чёрная пешка · f6 чёрная пешка · g6 чёрная пешка · h6 чёрный ферзь · h5 чёрный конь · c4 белая пешка · d4 белая пешка · e4 белая пешка · f4 чёрная пешка · g4 белая ладья · d3 белый слон · f3 белая пешка · h3 белая пешка · a2 белая пешка · c2 белая пешка · d2 белый ферзь · f2 белая пешка · h2 белый король · g1 белая ладья | f8 чёрная ладья · h8 чёрный король · a7 чёрная пешка · c7 чёрная пешка · e7 чёрная ладья · h7 чёрная пешка · b6 чёрная пешка · d6 чёрная пешка · f6 чёрная пешка · g6 чёрная пешка · h6 чёрный ферзь · h5 чёрный конь · c4 белая пешка · d4 белая пешка · e4 белая пешка · f4 чёрная пешка · g4 белая ладья · d3 белый слон · f3 белая пешка · h3 белая пешка · a2 белая пешка · c2 белая пешка · d2 белый ферзь · f2 белая пешка · h2 белый король · g1 белая ладья | f8 чёрная ладья · h8 чёрный король · a7 чёрная пешка · c7 чёрная пешка · e7 чёрная ладья · h7 чёрная пешка · b6 чёрная пешка · d6 чёрная пешка · f6 чёрная пешка · g6 чёрная пешка · h6 чёрный ферзь · h5 чёрный конь · c4 белая пешка · d4 белая пешка · e4 белая пешка · f4 чёрная пешка · g4 белая ладья · d3 белый слон · f3 белая пешка · h3 белая пешка · a2 белая пешка · c2 белая пешка · d2 белый ферзь · f2 белая пешка · h2 белый король · g1 белая ладья | f8 чёрная ладья · h8 чёрный король · a7 чёрная пешка · c7 чёрная пешка · e7 чёрная ладья · h7 чёрная пешка · b6 чёрная пешка · d6 чёрная пешка · f6 чёрная пешка · g6 чёрная пешка · h6 чёрный ферзь · h5 чёрный конь · c4 белая пешка · d4 белая пешка · e4 белая пешка · f4 чёрная пешка · g4 белая ладья · d3 белый слон · f3 белая пешка · h3 белая пешка · a2 белая пешка · c2 белая пешка · d2 белый ферзь · f2 белая пешка · h2 белый король · g1 белая ладья | f8 чёрная ладья · h8 чёрный король · a7 чёрная пешка · c7 чёрная пешка · e7 чёрная ладья · h7 чёрная пешка · b6 чёрная пешка · d6 чёрная пешка · f6 чёрная пешка · g6 чёрная пешка · h6 чёрный ферзь · h5 чёрный конь · c4 белая пешка · d4 белая пешка · e4 белая пешка · f4 чёрная пешка · g4 белая ладья · d3 белый слон · f3 белая пешка · h3 белая пешка · a2 белая пешка · c2 белая пешка · d2 белый ферзь · f2 белая пешка · h2 белый король · g1 белая ладья | f8 чёрная ладья · h8 чёрный король · a7 чёрная пешка · c7 чёрная пешка · e7 чёрная ладья · h7 чёрная пешка · b6 чёрная пешка · d6 чёрная пешка · f6 чёрная пешка · g6 чёрная пешка · h6 чёрный ферзь · h5 чёрный конь · c4 белая пешка · d4 белая пешка · e4 белая пешка · f4 чёрная пешка · g4 белая ладья · d3 белый слон · f3 белая пешка · h3 белая пешка · a2 белая пешка · c2 белая пешка · d2 белый ферзь · f2 белая пешка · h2 белый король · g1 белая ладья | f8 чёрная ладья · h8 чёрный король · a7 чёрная пешка · c7 чёрная пешка · e7 чёрная ладья · h7 чёрная пешка · b6 чёрная пешка · d6 чёрная пешка · f6 чёрная пешка · g6 чёрная пешка · h6 чёрный ферзь · h5 чёрный конь · c4 белая пешка · d4 белая пешка · e4 белая пешка · f4 чёрная пешка · g4 белая ладья · d3 белый слон · f3 белая пешка · h3 белая пешка · a2 белая пешка · c2 белая пешка · d2 белый ферзь · f2 белая пешка · h2 белый король · g1 белая ладья | 3 |
| 2 | f8 чёрная ладья · h8 чёрный король · a7 чёрная пешка · c7 чёрная пешка · e7 чёрная ладья · h7 чёрная пешка · b6 чёрная пешка · d6 чёрная пешка · f6 чёрная пешка · g6 чёрная пешка · h6 чёрный ферзь · h5 чёрный конь · c4 белая пешка · d4 белая пешка · e4 белая пешка · f4 чёрная пешка · g4 белая ладья · d3 белый слон · f3 белая пешка · h3 белая пешка · a2 белая пешка · c2 белая пешка · d2 белый ферзь · f2 белая пешка · h2 белый король · g1 белая ладья | f8 чёрная ладья · h8 чёрный король · a7 чёрная пешка · c7 чёрная пешка · e7 чёрная ладья · h7 чёрная пешка · b6 чёрная пешка · d6 чёрная пешка · f6 чёрная пешка · g6 чёрная пешка · h6 чёрный ферзь · h5 чёрный конь · c4 белая пешка · d4 белая пешка · e4 белая пешка · f4 чёрная пешка · g4 белая ладья · d3 белый слон · f3 белая пешка · h3 белая пешка · a2 белая пешка · c2 белая пешка · d2 белый ферзь · f2 белая пешка · h2 белый король · g1 белая ладья | f8 чёрная ладья · h8 чёрный король · a7 чёрная пешка · c7 чёрная пешка · e7 чёрная ладья · h7 чёрная пешка · b6 чёрная пешка · d6 чёрная пешка · f6 чёрная пешка · g6 чёрная пешка · h6 чёрный ферзь · h5 чёрный конь · c4 белая пешка · d4 белая пешка · e4 белая пешка · f4 чёрная пешка · g4 белая ладья · d3 белый слон · f3 белая пешка · h3 белая пешка · a2 белая пешка · c2 белая пешка · d2 белый ферзь · f2 белая пешка · h2 белый король · g1 белая ладья | f8 чёрная ладья · h8 чёрный король · a7 чёрная пешка · c7 чёрная пешка · e7 чёрная ладья · h7 чёрная пешка · b6 чёрная пешка · d6 чёрная пешка · f6 чёрная пешка · g6 чёрная пешка · h6 чёрный ферзь · h5 чёрный конь · c4 белая пешка · d4 белая пешка · e4 белая пешка · f4 чёрная пешка · g4 белая ладья · d3 белый слон · f3 белая пешка · h3 белая пешка · a2 белая пешка · c2 белая пешка · d2 белый ферзь · f2 белая пешка · h2 белый король · g1 белая ладья | f8 чёрная ладья · h8 чёрный король · a7 чёрная пешка · c7 чёрная пешка · e7 чёрная ладья · h7 чёрная пешка · b6 чёрная пешка · d6 чёрная пешка · f6 чёрная пешка · g6 чёрная пешка · h6 чёрный ферзь · h5 чёрный конь · c4 белая пешка · d4 белая пешка · e4 белая пешка · f4 чёрная пешка · g4 белая ладья · d3 белый слон · f3 белая пешка · h3 белая пешка · a2 белая пешка · c2 белая пешка · d2 белый ферзь · f2 белая пешка · h2 белый король · g1 белая ладья | f8 чёрная ладья · h8 чёрный король · a7 чёрная пешка · c7 чёрная пешка · e7 чёрная ладья · h7 чёрная пешка · b6 чёрная пешка · d6 чёрная пешка · f6 чёрная пешка · g6 чёрная пешка · h6 чёрный ферзь · h5 чёрный конь · c4 белая пешка · d4 белая пешка · e4 белая пешка · f4 чёрная пешка · g4 белая ладья · d3 белый слон · f3 белая пешка · h3 белая пешка · a2 белая пешка · c2 белая пешка · d2 белый ферзь · f2 белая пешка · h2 белый король · g1 белая ладья | f8 чёрная ладья · h8 чёрный король · a7 чёрная пешка · c7 чёрная пешка · e7 чёрная ладья · h7 чёрная пешка · b6 чёрная пешка · d6 чёрная пешка · f6 чёрная пешка · g6 чёрная пешка · h6 чёрный ферзь · h5 чёрный конь · c4 белая пешка · d4 белая пешка · e4 белая пешка · f4 чёрная пешка · g4 белая ладья · d3 белый слон · f3 белая пешка · h3 белая пешка · a2 белая пешка · c2 белая пешка · d2 белый ферзь · f2 белая пешка · h2 белый король · g1 белая ладья | f8 чёрная ладья · h8 чёрный король · a7 чёрная пешка · c7 чёрная пешка · e7 чёрная ладья · h7 чёрная пешка · b6 чёрная пешка · d6 чёрная пешка · f6 чёрная пешка · g6 чёрная пешка · h6 чёрный ферзь · h5 чёрный конь · c4 белая пешка · d4 белая пешка · e4 белая пешка · f4 чёрная пешка · g4 белая ладья · d3 белый слон · f3 белая пешка · h3 белая пешка · a2 белая пешка · c2 белая пешка · d2 белый ферзь · f2 белая пешка · h2 белый король · g1 белая ладья | 2 |
| 1 | f8 чёрная ладья · h8 чёрный король · a7 чёрная пешка · c7 чёрная пешка · e7 чёрная ладья · h7 чёрная пешка · b6 чёрная пешка · d6 чёрная пешка · f6 чёрная пешка · g6 чёрная пешка · h6 чёрный ферзь · h5 чёрный конь · c4 белая пешка · d4 белая пешка · e4 белая пешка · f4 чёрная пешка · g4 белая ладья · d3 белый слон · f3 белая пешка · h3 белая пешка · a2 белая пешка · c2 белая пешка · d2 белый ферзь · f2 белая пешка · h2 белый король · g1 белая ладья | f8 чёрная ладья · h8 чёрный король · a7 чёрная пешка · c7 чёрная пешка · e7 чёрная ладья · h7 чёрная пешка · b6 чёрная пешка · d6 чёрная пешка · f6 чёрная пешка · g6 чёрная пешка · h6 чёрный ферзь · h5 чёрный конь · c4 белая пешка · d4 белая пешка · e4 белая пешка · f4 чёрная пешка · g4 белая ладья · d3 белый слон · f3 белая пешка · h3 белая пешка · a2 белая пешка · c2 белая пешка · d2 белый ферзь · f2 белая пешка · h2 белый король · g1 белая ладья | f8 чёрная ладья · h8 чёрный король · a7 чёрная пешка · c7 чёрная пешка · e7 чёрная ладья · h7 чёрная пешка · b6 чёрная пешка · d6 чёрная пешка · f6 чёрная пешка · g6 чёрная пешка · h6 чёрный ферзь · h5 чёрный конь · c4 белая пешка · d4 белая пешка · e4 белая пешка · f4 чёрная пешка · g4 белая ладья · d3 белый слон · f3 белая пешка · h3 белая пешка · a2 белая пешка · c2 белая пешка · d2 белый ферзь · f2 белая пешка · h2 белый король · g1 белая ладья | f8 чёрная ладья · h8 чёрный король · a7 чёрная пешка · c7 чёрная пешка · e7 чёрная ладья · h7 чёрная пешка · b6 чёрная пешка · d6 чёрная пешка · f6 чёрная пешка · g6 чёрная пешка · h6 чёрный ферзь · h5 чёрный конь · c4 белая пешка · d4 белая пешка · e4 белая пешка · f4 чёрная пешка · g4 белая ладья · d3 белый слон · f3 белая пешка · h3 белая пешка · a2 белая пешка · c2 белая пешка · d2 белый ферзь · f2 белая пешка · h2 белый король · g1 белая ладья | f8 чёрная ладья · h8 чёрный король · a7 чёрная пешка · c7 чёрная пешка · e7 чёрная ладья · h7 чёрная пешка · b6 чёрная пешка · d6 чёрная пешка · f6 чёрная пешка · g6 чёрная пешка · h6 чёрный ферзь · h5 чёрный конь · c4 белая пешка · d4 белая пешка · e4 белая пешка · f4 чёрная пешка · g4 белая ладья · d3 белый слон · f3 белая пешка · h3 белая пешка · a2 белая пешка · c2 белая пешка · d2 белый ферзь · f2 белая пешка · h2 белый король · g1 белая ладья | f8 чёрная ладья · h8 чёрный король · a7 чёрная пешка · c7 чёрная пешка · e7 чёрная ладья · h7 чёрная пешка · b6 чёрная пешка · d6 чёрная пешка · f6 чёрная пешка · g6 чёрная пешка · h6 чёрный ферзь · h5 чёрный конь · c4 белая пешка · d4 белая пешка · e4 белая пешка · f4 чёрная пешка · g4 белая ладья · d3 белый слон · f3 белая пешка · h3 белая пешка · a2 белая пешка · c2 белая пешка · d2 белый ферзь · f2 белая пешка · h2 белый король · g1 белая ладья | f8 чёрная ладья · h8 чёрный король · a7 чёрная пешка · c7 чёрная пешка · e7 чёрная ладья · h7 чёрная пешка · b6 чёрная пешка · d6 чёрная пешка · f6 чёрная пешка · g6 чёрная пешка · h6 чёрный ферзь · h5 чёрный конь · c4 белая пешка · d4 белая пешка · e4 белая пешка · f4 чёрная пешка · g4 белая ладья · d3 белый слон · f3 белая пешка · h3 белая пешка · a2 белая пешка · c2 белая пешка · d2 белый ферзь · f2 белая пешка · h2 белый король · g1 белая ладья | f8 чёрная ладья · h8 чёрный король · a7 чёрная пешка · c7 чёрная пешка · e7 чёрная ладья · h7 чёрная пешка · b6 чёрная пешка · d6 чёрная пешка · f6 чёрная пешка · g6 чёрная пешка · h6 чёрный ферзь · h5 чёрный конь · c4 белая пешка · d4 белая пешка · e4 белая пешка · f4 чёрная пешка · g4 белая ладья · d3 белый слон · f3 белая пешка · h3 белая пешка · a2 белая пешка · c2 белая пешка · d2 белый ферзь · f2 белая пешка · h2 белый король · g1 белая ладья | 1 |
|   | a | b | c | d | e | f | g | h |   |

1. e4 e5 2. Кf3 Кс6 3. Кс3 Кf6 4. Сb5 Сb4 5. O-O O-O 6. d3 d6 7. Сg5 С:c3 8. bc Ке7 9. Сс4 Кg6 10. Кһ4 Кf4 11. С:f4 ef 12. Кf3 Сg4 13. h3 Сһ5 14. Лb1 b6 15. Фd2 С:f3 16. gf Кһ5 17. Крһ2 Фf6 18. Лg1 Лае8 19. d4 Крһ8 20. Лb5 Фһ6 21. Лbg5 f6 22. Л5g4 g6 23. Сd3 Ле7 24. c4 (см. диаграмму)
24 …Кg7 25. c3 Ке6 26. Сf1 f5 27. Л4g2 Лf6 28. Сd3 g5 29. Лһ1 g4 30. Се2 Кg5 31. fg f3 32. Лg3 fe, 0 : 1